# Johan Dalsgaard
Johan Dalsgaard eller Johan í Kollafirði (født 30. april 1966 i København) er en færøsk entertainer og joker og forhenværende politiker, der (siden 2014) bor på bondegården Stjernekilde Havndrup i Ringe på Fyn i Danmark. Fra 2010 til 2013 boede han ved Vágur på Suðuroy på en nedlagt bondegård i Fámara, som blev meget omtalt i færøske medier. 

## Karriere
Johan Dalsgaard er født af færøske forældre og boede i København de første fem år af sit liv. Familien flyttede til Færøerne i 1970. Johan Dalsgaard er uddannet elektronikmekaniker, pædagog og har den færøske landbrugsuddannelse. Han Begyndte i 1988 at arbejde som oliefyrservicemand og tankvognchauffør og udgav samme år en cd sammen med bandet Springs. I 1995 udgav han på egen hånd et kassettebånd med rock'n'roll-numre og fik et stort hit med det spøjse nummer "Kollafjørð", og siden da har han ernæret sig som entertainer under navnet Johan í Kollafirði. Han har udgivet flere humoristiske/satiriske kassettebånd og cd'er, lavet musikreportager for færøsk TV samt ungdomsprogrammer og nytårsshow for både radio og tv og spillet teater. I 1999 startede han Færøernes første lokalradio Atlantic Radio. 
Johan Dalsgaard blev kaldt Johan i Kollafirði, fordi han boede i Kollafjørður i nogle år og bl.a. skrev og komponerede en sang, som han selv sang, med et omkvæd der lød nogenlunde sådan "Í Kollafirði er ikki so galið" (Det er ikke så galt endda i Kollafjørður).
I 1999 spillede han med i Katrin Ottarsdóttirs prisbelønnede film Bye bye bluebird. Han spillede den mandlige hovedrolle som Rúni.

### Politisk karriere
Dalsgaard stiftede i 2004 det spøgefulde parti Hin Stuttligi Flokkurin (det sjove parti). For at få stemmer fra hele Færøerne, der var opdelt i syv valgkredse, stillede han ukendte folk op i næsten alle valgkredse. Enmands-partiet fik 747 stemmer. Johan fik næstflest stemmer, mens person, som blev valgt ind med færrest mulig stemmer kun fik 205 stemmer. Johan fik ikke noget mandat i Lagtinget, fordi hans parti ikke fik nok stemmer.

## Fámara-sagen
Johan flyttede i 2010 til den forladte og delvis nedfaldne gård Fámara på Suderø. Et år efter flyttede Rúni Jacobsen til Johan, for at finde fred og ro.
I januar 2012 begyndte det, der senere kom at hedde Fámara-sagen, hvor Johan, sammen med sin sagfører Thorkild Høyer i over et år kæmpede mod myndighederne, for at Johan og Rúni kunne blive boende på ødegården. Den 10. juni 2013 fik Johan Dalsgaard ordre fra Búnaðarstovan om at fraflytte bondegården i Fámará, de fik en frist til den 15. juli 2013, hvor de skulle have forladt bondegården. Den 16. juli 2013 besøgte repræsentanter fra Búnaðarstovan Fámará og kunne konstarere, at Johan og de andre ikke havde forladt bondegården. Búnaðarstovan bad derfor fogedretten om hjælp til at få dem ud af bygningerne i Fámará. Ifølge det færøske folkeregister var to personer registreret til at bo i Fámará, hvilket var Johan Dalsgaard og Rúni Jacobsen. Johan og Rúni måtte i retten, hvor de blev frifundet. I oktober 2013 opgav Johan kampen mod de færøske myndigheder og fraflyttede Fámara, der derved igen kom til at stå tomt.